# Obsjtina Sapareva Banja
Obsjtina Sapareva Banja (bulgariska: Община Сапарева Баня) är en kommun i Bulgarien.   Den ligger i regionen Kjustendil, i den västra delen av landet, 50 km söder om huvudstaden Sofia.
Obsjtina Sapareva Banja delas in i:
- Ovtjartsi
- Resilovo
- Saparevo

I omgivningarna runt Obsjtina Sapareva Banja växer i huvudsak blandskog. Runt Obsjtina Sapareva Banja är det ganska glesbefolkat, med 43 invånare per kvadratkilometer.